# No Mercy 2017
No Mercy (2017) was een professioneel worstel-pay-per-view (PPV) en WWE Network evenement dat georganiseerd werd door WWE voor hun Raw brand. Het was de 13e editie van No Mercy en vond plaats op 24 september 2017 in het Staples Center in Los Angeles, Californië.

## Matches
| Nr. | Match                                                           | Winnaar(s)                  | Opmerkingen                                                  | Bron  |
| --- | --------------------------------------------------------------- | --------------------------- | ------------------------------------------------------------ | ----- |
| 1P  | Elias vs. Apollo Crews (met Titus O'Neil)                       | Elias                       | Eén-op-één match.                                            | [ 2 ] |
| 2   | The Miz (c) (met Bo Dallas & Curtis Axel) vs. Jason Jordan      | The Miz                     | Eén-op-één match voor het WWE Intercontinental Championship. | [ 2 ] |
| 3   | Finn Bálor vs. Bray Wyatt                                       | Finn Bálor                  | Eén-op-één match.                                            | [ 2 ] |
| 4   | Dean Ambrose & Seth Rollins (c) vs. Cesaro & Sheamus            | Dean Ambrose & Seth Rollins | Tag Team match voor het WWE Raw Tag Team Championship.       | [ 2 ] |
| 5   | Alexa Bliss (c) vs. Bayley vs. Emma vs. Nia Jax vs. Sasha Banks | Alexa Bliss                 | Fatal 5-Way match voor het WWE Raw Women's Championship.     | [ 2 ] |
| 6   | Roman Reigns vs. John Cena                                      | Roman Reigns                | Eén-op-één match                                             | [ 2 ] |
| 7   | Enzo Amore vs. Neville (c)                                      | Enzo Amore (nc)             | Eén-op-één match voor het WWE Cruiserweight Championship.    | [ 2 ] |
| 8   | Brock Lesnar (c) (met Paul Heyman) vs. Braun Strowman           | Brock Lesnar                | Eén-op-één match voor het WWE Universal Championship.        | [ 2 ] |